# Vuelo 153 de Caledonian Airways
El vuelo 153 de Caledonian Airways era un servicio de pasajeros no programado de Caledonian Airways de varios tramos desde Luxemburgo a través de Jartum, Lorenzo Marques (hoy en día Maputo), Douala y Lisboa (Portugal), antes de regresar a Luxemburgo. El 4 de marzo de 1962, un Douglas DC-7 C volar la ruta, el registro G-ARUD, estrelló poco después de despegar del aeropuerto Internacional de Douala, Douala (Camerún) en un pantano en el borde de una selva de 2,4 kilómetros (1,5 millas; 1,3 NMI) off el aeropuerto. Es el accidente más mortal de un DC-7.

## Aeronave
El avión fue alquilado a Sabena en noviembre de 1961 y fue nombrado Estrella de Robbie Burns. La aeronave había volado más de 14.000 horas antes del accidente.

## Accidente

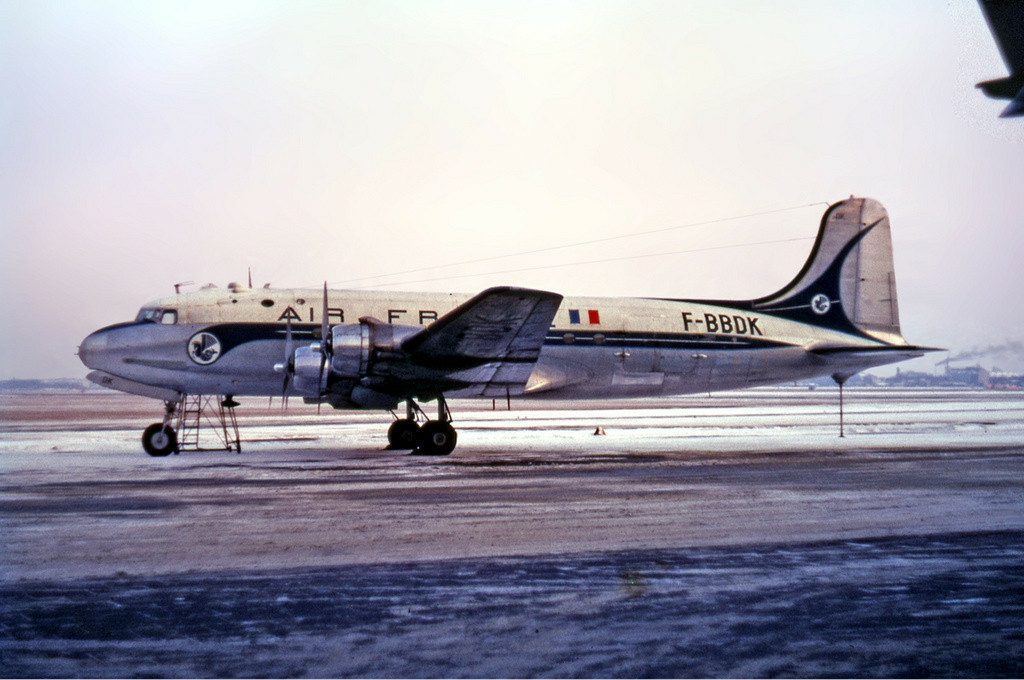
Douglas DC-4-1009, F-BBDK, Air France.

El avión estaba programado para operar el cuarto tramo del vuelo número 153 desde Douala a Lisboa, Portugal. A bordo iban un total de 101 pasajeros y 10 tripulantes.
La aeronave se alineó con la pista 12 del aeropuerto internacional de Douala y comenzó el procedimiento de despegue. Un controlador de tráfico aéreo en la torre en el aeropuerto habría visto la sustentación de la aeronave de la pista, aproximadamente en línea con el sistema de aterrizaje por instrumentos transmisor 2400 metros después de la liberación de los frenos. También notaron que el avión no parecía tener las luces de aterrizaje encendidas.
Los testigos informaron que la aeronave tuvo una carrera de despegue inusualmente larga y ascendió lentamente antes de desaparecer detrás de los árboles y el cielo se iluminó con un fuego. El controlador de tráfico aéreo le dijo a la investigación que la aeronave luchó por ganar sustentación y se vio que su baliza anticolisión se iluminaba a baja altitud antes de desaparecer detrás de los árboles. Se informó que el ala izquierda de la aeronave chocó contra árboles en completa oscuridad, se zambulló en su ala de babor durante más de 130 metros y luego se estrelló contra un arroyo que atraviesa la jungla. La aeronave luego impactó contra el suelo y estalló en llamas.
El lugar del accidente estaba cerca del aeropuerto pero era muy difícil de alcanzar para los rescatistas, quienes solo pudieron llegar al lugar del accidente nadando en las aguas de la marea alta del arroyo cercano casi 6 horas después del accidente.

## Investigación
La investigación del accidente estuvo a cargo de la Dirección de Aviación Civil de Camerún. La investigación se llevó a cabo en París, ya que Camerún era una excolonia francesa que se había independizado recientemente.
En la investigación se sugirieron varios escenarios. Una de esas sugerencias fue una falla del motor, sin embargo, después de una investigación de las plantas de energía y los gobernadores de hélice, esta idea fue eliminada. También se sugirió que el tren de aterrizaje pudo haber sido operado incorrectamente, sin embargo, la investigación estableció que la rueda de morro y el tren de aterrizaje de estribor estaban levantados y bloqueados, y aunque no pudieron probar definitivamente que el tren de aterrizaje de babor estaba levantado y bloqueado, la junta decidió que Probablemente estaba cerrado y cerrado.
Luego, la investigación descubrió que había una discrepancia de +1040 kg en la hoja de carga del avión. Sin embargo, incluso con este pequeño error, la aeronave debería haber podido despegar de Douala. Aunque los investigadores no pudieron descartar un error en V2 derivado del error de carga, determinaron que este no habría sido un error lo suficientemente grave como para derribar el avión.
La Investigación publicó su informe el 26 de julio de 1963 en París y no pudieron determinar con "absoluta certeza" qué había causado el accidente. Descubrieron que había pruebas que respaldaban la teoría de que un mecanismo de lengüeta de resorte de un ascensor podría haberse atascado y que esto habría provocado la necesidad de fuerzas anormales de control del ascensor durante el despegue. Su investigación mostró que esto sería consistente con una carrera larga de despegue y el riesgo de perder altura cuando se retraen los flaps.
Hubo una serie de factores que la investigación no pudo descartar, como falla de instrumentación, funcionamiento inadecuado de los flaps, falla eléctrica o un incidente imprevisto en la cabina. La investigación tampoco pudo explicar por qué la aeronave se desvió de su trayectoria de vuelo o por qué las luces de aterrizaje estaban apagadas.